# Xã Garfield, Quận Finney, Kansas
Xã Garfield (tiếng Anh: Garfield Township) là một xã thuộc quận Finney, tiểu bang Kansas, Hoa Kỳ. Năm 2010, dân số của xã này là 288 người.